# Lý Thái Hùng

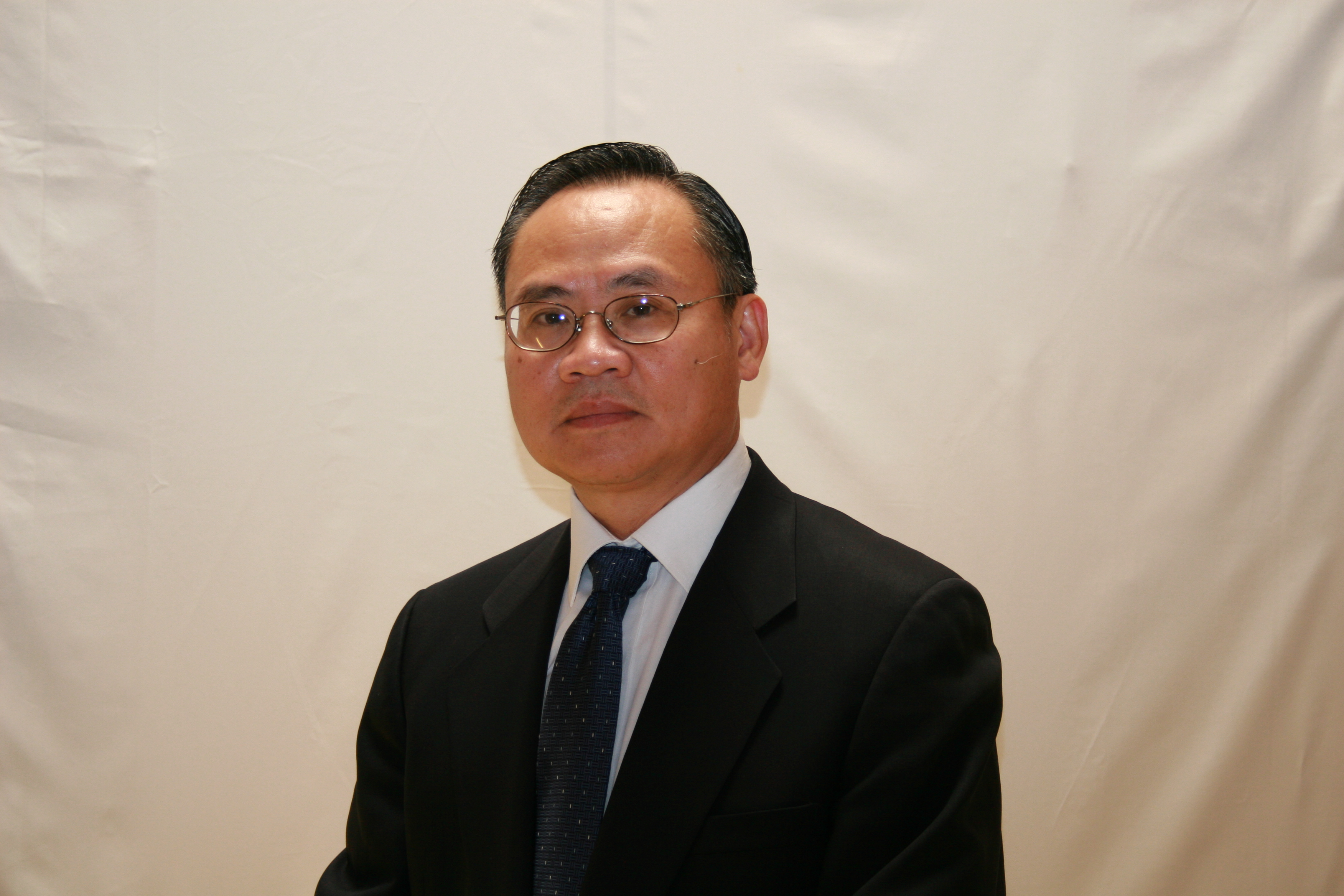
Lý Thái Hùng

Lý Thái Hùng là nhân vật bất đồng chính kiến Việt Nam và Chủ tịch Việt Nam Canh tân Cách mạng Đảng.

## Tiểu sử
Ông sinh năm 1952 tại An Nhơn, tỉnh Bình Định. Ông tốt nghiệp trung học tại Trường Cường Để Quy Nhơn năm 1971 và đi du học Nhật Bản vào tháng 12 năm 1971.
Sau một năm học Nhật ngữ tại Tokyo, ông nhập học trường Đại học Quốc Lập Ehime, ngành kỹ sư công chánh vào tháng 4 năm 1973 và sau đó, tốt nghiệp cao học công chánh tại Viện Đại học Đô Lập Tokyo vào tháng 4 năm 1979.
Sau khi chiến tranh Việt Nam kết thúc vào tháng 4 năm 1975, ông đã tham gia vào Tổ chức Người Việt Tự Do thành lập vào tháng 11 năm 1975, quy tụ những sinh viên du học tại Nhật, với mục tiêu là "đấu tranh để giải phóng Việt Nam khỏi chế độ Cộng sản".
Trong khoảng thời gian này, ông đã cộng tác với một số tổ chức nhân quyền, đảng phái và nghiệp đoàn Nhật để tổ chức các chuyến lưu diễn trình bày về thảm kịch thuyền nhân trên biển Đông. Do kết quả này, vào tháng 2 năm 1980, dưới sự hỗ trợ của Tổng Liên Đoàn Lao động Đồng Minh (Domei), Đảng Dân Xã (nay đã giải tán gia nhập vào Đảng Dân Chủ), và Đảng Tự Do Dân Chủ, ông đã cùng với giáo sư Mitsuro Muto, tiến sĩ Teruo Tonoaka và ông Akira Yata thuộc Nghiệp Đoàn Domei, thành lập Hội Cứu Trợ Người Tỵ Nạn Đông Dương, sau đổi tên thành Hội Liên Đới Người Tỵ Nạn để cứu giúp những người tỵ nạn từ ba quốc gia Lào, Việt Nam và Campuchia, kéo dài cho đến ngày nay.
Tháng 3 năm 1982, ông tham dự buổi lễ Công Bố Cương Lĩnh Chính trị của Mặt Trận Quốc gia Thống Nhất Giải Phóng Việt Nam tại một địa điểm trong vùng biên giới Thái Lào, sau đó về lại Nhật, ông đảm trách vai trò đại diện Mặt Trận tại đây. Tháng 9 năm 1985, ông được Tổng Vụ Hải Ngoại Mặt Trận Quốc gia Thống Nhất Giải Phóng Việt Nam điều động sang phục vụ tại Hoa Kỳ, đảm nhiệm vai trò Vụ Trưởng Vụ Kiều Vận, đến năm 1991 thì đảm trách Vụ Trưởng Vụ Điều Hành cho đến khi Mặt Trận ngưng hoạt động vào năm 2004.

## Hoạt động chính trị
Trong quá trình hoạt động trong Mặt Trận, ông Lý Thái Hùng đã gia nhập Việt Nam Canh tân Cách mạng Đảng (gọi tắt là Đảng Việt Tân). Tháng 9 năm 1993, ông được tín nhiệm bầu làm Phó Bí thư Đảng Bộ Hải Ngoại. Tháng 9 năm 2001, ông được bầu làm Tổng Bí thư Đảng Việt Tân trong đại hội đảng kỳ V (2001-2006) và đã được tái tín nhiệm bầu vào vị trí này trong đại hội đảng kỳ VI (2006-2011). Trong đại hội đảng kỳ VI ông Đỗ Hoàng Điềm được bầu làm Chủ tịch Đảng.

## Tác phẩm
Ngoài những sinh hoạt đấu tranh, ông còn viết các bài bình luận thời sự hàng tuần cho nhiều cơ quan truyền thông Việt ngữ tại hải ngoại. Đặc biệt vào đầu năm 2007, ông Lý Thái Hùng đã cho phát hành tập biên khảo chính trị Đông Âu Tại Việt Nam sau mười năm biên soạn. Tập biên khảo này đã được ra mắt gần 30 thành phố tại Hoa Kỳ (San Jose, Orange County, Houston, Sacramento, Washington DC, Atlanta, Orlando, San Diego, Dallas, Hawaii); Âu Châu (Hamburg, Paris, Munchen, Berlin, Frankfurt, London, Birmingham, Warsaw, Holland), Úc Châu (Canberra, Sydney, Brisbane, Melbourne, Adelaide, Perth), Canada (Toronto, Vancouver BC) và Tokyo (Nhật Bản). Đồng thời tập biên khảo sách Đông Âu Tại Việt Nam cũng đã được in lại dưới dạng photo tại Việt Nam.